# Maltasundet
Maltasundet eller Maltakanalen (italienska: Canale di Malta) är ett över 80 km brett  sund i Medelhavet mellan Sicilien och Malta.